# Nummerung
Unter Nummerung wird das „Bilden, Erteilen, Verwalten und Anwenden von Nummern“ für Nummerungsobjekte verstanden (DIN 6763). Nummerungsobjekte im Sinne dieser Definition können Gegenstände, Datenträger, Personen oder Sachverhalte sein. Eine Nummer im Sinne der Nummerung ist eine festgelegte Folge von Zeichen wie Buchstaben, Ziffern und Sonderzeichen. In der Datenverarbeitung wird für Nummer der Begriff Schlüssel oder Sortierschlüssel verwendet und die Nummernvergabe wird auch Schlüsselwahl, Schlüsselvergabe oder seltener Verschlüsselung (was jedoch mit Verschlüsselung der Kryptographie verwechselt werden kann) genannt. Die DIN-Norm wurde 1985 überarbeitet und definiert verschiedene Begriffe nun anders. Auch sonst werden in der Literatur verschiedene Begriffe zum Teil synonym, zum Teil aber auch nicht immer deckungsgleich verwendet.
In der elektronischen Datenverarbeitung ist die Schlüsselvergabe/Schlüsselwahl bei der Datenmodellierung von Objekten und ihren Beziehungen, besonders als Datenbankschlüssel, von großer Bedeutung. Identifizierende Schlüssel werden ebenfalls in verschiedenen Datenstrukturen verwendet, z. B. bei der Zuordnungstabelle.

## Aufgaben
- Identifizierung: In Unternehmen und anderen Organisationen, insbesondere in deren Informationssystemen, müssen „Objekte“ wie zum Beispiel Gegenstände, Sachverhalte (zum Beispiel Verträge) oder Personen eindeutig und unverwechselbar benannt werden können.
- Klassifizierung: Die Zuordnung von Objekten zu bestimmten Klassen (Klassifizierung) ist die zweite wichtige Aufgabe der Nummerung. Sie dient der Findung ähnlicher Objekte wie Teile, Bücher, Betriebsmittel, Telefonteilnehmer (Vorwahl), Fertigungsfamilien usw.
- sonstige Aufgaben:
  - Integrität bzw. geringe Fehleranfälligkeit.[5][6]
  - Information.[7]

## Nummernsystem
Ein Nummernsystem ist die Beschreibung und Erläuterung der zweckdienlichen Gliederung und Zusammenfassung von Nummern oder Nummernteilen (nach DIN). In der Regel werden die Nummernsysteme bzw. die Nummernsystemteile in „systematisch“/„systemfrei“ sowie „nicht sprechend“/„halbsprechend“/„vollsprechend“ gegliedert.
- Systematisch
  - nicht sprechend: identifizierende Nummer
Ein Nummerungsobjekt ist identifiziert, wenn es mit Hilfe seiner Nummer eindeutig erkannt, bezeichnet oder angesprochen werden kann (in Anlehnung an DIN 6763). Die einfachste Form eines Identifikators ist eine fortlaufende Zählnummer bzw. Nummerierung, es gibt aber auch komplexere Nummern wie Globally Unique Identifier. Der identifizierende Schlüssel lässt normalerweise keine Rückschlüsse über das betreffende Objekt zu.
  - vollsprechend: klassifizierende Nummer
Klassifiziert bzw. ordnet die zu kennzeichnenden Objekte nach vorgegebenen Kriterien in Klassen bzw. Gruppen und kann aus mehreren Teilen bestehen. Die Teile können verbunden bzw. hierarchisch oder unabhängig sein. Sprechender Schlüssel. Der Vorteil sprechender Nummern ist die leichte Merkbarkeit, die das Arbeiten mit ihr erleichtert, der Nachteil ist die meist große Länge der Nummer, der deshalb große Aufwand der Erfassung und Pflege und die Gefahr des „Platzens“ (Überlauf), wenn nicht vorhersehbare oder nicht vorhergesehene Gesichtspunkte eine Erweiterung erfordern oder wenn die die Eindeutigkeit bestimmende Zählnummer zu klein gewählt wurde. Beispiele sind Schulnoten („sehr gut“, „befriedigend“, „ungenügend“) oder Werkstoffgruppen.
Bei variantenreichen Objekten werden die „Merkmale“ des Objektes als klassifizierende Nummern verwendet; dabei haben sich zwei Formen der Klassifizierung herausgebildet:
    - die merkmalsbezogene Nummerung, bei der die Merkmale lose nebeneinander stehen
    - die logische Nummerung, bei der die Merkmale einen booleschen Verband bilden:[10]

  - halbsprechend: Verbundnummer (bzw. hierarchische Verbundnummer)
Setzt sich aus klassifizierendem und identifizierendem Bestandteil zusammen, wobei der identifizierende Teil immer vom klassifizierenden Teil abhängig ist. Zur eindeutigen Identifikation eines Objektes sind beide Bestandteile notwendig. Beispiel deutsche Autokennzeichen: Die ersten 1–3 Buchstaben für Stadt oder Landkreis sind der klassifizierende Teil, der Rest der identifizierende Bestandteil. Der Vorteil ist die geringe Stellenzahl, jedoch gibt es einen großen Nachteil in der schlechten Erweiterbarkeit der klassifizierenden Teils, weil dieser auch für die Identifikation verwendet wird.
- Systemfrei: Parallelnummer (bzw. nichthierarchische Verbundnummer)
Setzt sich zusammen aus mindestens zwei unabhängig systematischen Nummernsystemen, meist aus klassifizierendem und identifizierendem Bestandteil. Das Objekt wird durch den identifizierenden Teil eindeutig gekennzeichnet, der klassifizierende Teil ist unabhängig davon und beschreibt das Objekt. Parallelnummernsysteme haben einige entscheidende Vorteile: sie können unbegrenzt wachsen; die Klassifikation unterschiedlicher Merkmale ist unabhängig von anderen Merkmalen; man kann deshalb Merkmale, die auf Grund technischer Entwicklung bedeutungslos geworden sind einfach weglassen oder nicht weiter pflegen, während die Berücksichtigung neuer Gesichtspunkte durch zusätzliche Nummernteile erfolgen kann.

## Nummernplan
Der Nummernplan ist eine Übersicht über die im Voraus festgelegten Bedeutungen von klassifizierenden Nummernteilen (nach DIN). Es gibt hierarchisch (dezimal) und nebengeordnet (dekadisch) aufgebaute Nummernpläne. Der Nummernplan der „DK“ ist ein Beispiel einer Dezimalklassifikation. Bei einem nebengeordneten Nummernplan können die Klassen der einzelnen Stellen beliebig miteinander verknüpft werden. Die Benummerung von Teilefamilien nach Opitz ist ein Beispiel einer Kombination aus hierarchisch und nebengeordneten Elementen eines Nummernplans.
Ein Nummernschema ist die Darstellung des formalen Aufbaus der Nummern und deren Schreibweise.

## Beispiele
- die Internationale Standardbuchnummer, abgekürzt ISBN
- die European Article Number (Europäische Artikelnummer), abgekürzt EAN
- die Internationale statistische Klassifikation der Krankheiten und verwandter Gesundheitsprobleme (International Statistical Classification of Diseases and Related Health Problems), abgekürzt ICD
- Postleitzahlen